# 김정철 (2007년)
김정철(2007년 8월 29일 ~ )는 대한민국의 배우이다.

## 출연 작품

### 드라마
- 2016년 《디어 마이 프렌즈》 ... 어린 김석균 역 (신구 아역)
- 2016년 《천년째 연애중》 ... 어린 유준우 역 (강승윤 아역)
- 2017년 《훈장 오순남》 ... 강균상 역
- 2017년 《크리미널 마인드》 ... 어린 김민수 역 (정태우 아역)
- 2017년 《투깝스》 ... 어린 공수창 역 (김선호 아역)
- 2017년 《이리와 안아줘》 ... 어린 길무원 역 (정유안, 윤종훈 아역)
- 2019년 《용왕님 보우하사》 ... 어린 백시준 역 (김형민 아역)
- 2019년 《드라마 스테이지 - 반야》 … 어린 승봉 역 (안보현 아역)
- 2019년] 《바벨》 … 어린 태수호 역 (송재희 아역)
- 2019년 《첫사랑은 처음이라서》 ... 어린 윤태오 역 (지수 아역)
- 2019년 《저스티스》 ... 어린 탁수호 역 (박성훈 아역)
- 2019년 《열여덟의 순간》 ... 어린 오한결 역 (강기영 아역)
- 2019년 《간택 - 여인들의 전쟁》 ... 어린 이재화 역 (도상우 아역)
- 2020년 《하이에나》 ... 우진 역
- 2020년 《날아라 개천용》 ... 봉주영 역
- 2020년 《철인왕후》 ... 어린 김병인 역 (나인우 아역)
- 2021년 《그래서 나는 안티팬과 결혼했다》 ... 어린 후준 역 (최태준 아역)
- 2021년 《보이스 4》 ... 어린 강만호 역 (조재룡 아역)
- 2021년 《홍천기》 ... 어린 양명대군 역 (공명 아역)
- 2021년 《학교 2021》 ... 어린 정영주 역 (추영우 아역)
- 2022년 《내일》 ... 동칠 역
- 2022년 《법대로 사랑하라》 ... 김민규 역
- 2022년 《멘탈코치 제갈길》 ... 어린 제갈길 역 (차태현 아역)
- 2023년 《악귀》 ... 정현우 역

### 영화
- 2016년 《인천상륙작전》 ... 남기성 아들 역
- 2016년 단편영화 《밝은세상놀이》 ... 다운 역
- 2018년 단편영화 《52Hz》 ... 우도 역
- 2020년 《클로젯》 ... 어린 허경훈 역 (김남길 아역)
- 2020년 단편영화 《골키퍼》 ... 선재 역
- 2022년 단편영화 《희라의 순간》 ... 남우 역
- 2023년 《어디로 가고 싶으신가요》 ... 권지용 역
- 2023년 《1947 보스톤》 ... 어린 서윤복 역 (임시완 아역)
- 2024년 《보통의 가족》 ... 시호 역